# Taperinha marinonii
Taperinha marinonii är en insektsart som beskrevs av Keti Maria Rocha Zanol 1997. Taperinha marinonii ingår i släktet Taperinha och familjen dvärgstritar. Inga underarter finns listade i Catalogue of Life.